# Симпорт
 Симпорт  — парный транспорт двух различных органических молекул или ионов через мембрану клетки благодаря активному транспорту, осуществляемому специфичными белками, расположенными внутри мембраны. Такие белки называются котранспортерами.
Осуществление симпорта обуславливается градиентом некоторых неорганических ионов, в частности, ионов натрия и протонов (ионов водорода). Эти ионы стремятся попасть в клетку по электрохимическому градиенту, так как их концентрация в клетке поддерживается на довольно низком уровне по отношению к внешней среде (плазме крови). Это движение происходит через специальные белки — котранспортеры, которые позволяют другой молекуле, обычно органической, двигаться против градиента концентрации внутрь клетки. Обратное движение этих ионов осуществляется с помощью зависимых АТФаз, которые работают против электрохимического градиента с использованием энергии расщепления АТФ.
Хорошо изученный пример симпорта — котранспорт глюкозы и ионов натрия в клетки кишечного эпителия из просвета кишечника. Белок-переносчик, осуществляющий симпорт глюкозы и натрия, локализован на апикальной поверхности энтероцитов.